# 恩斯特·欣特尔泽
恩斯特·欣特尔泽（德語：Ernst Hinterseer，1932年2月27日—），奥地利男子高山滑雪运动员。他曾代表奥地利参加1956年和1960年冬季奥林匹克运动会高山滑雪比赛，获得一枚金牌和一枚铜牌。